# Reseda
Reseda is een geslacht uit de resedafamilie (Resedaceae). De soorten komen voor van Europa tot in Centraal-Siberië en op het Arabisch schiereiland. Verder komen er soorten voor van Macaronesië, de Sahara en de Sahel tot in Kenia en Zuid-Afrika.

## Soorten
- Reseda alba L. - Witte reseda
- Reseda alopecuros Boiss.
- Reseda alphonsi Müll.Arg.
- Reseda amblycarpa Fresen.
- Reseda anatolica (Abdallah & de Wit) Snogerup & B.Snogerup
- Reseda arabica Boiss.
- Reseda armena Boiss.
- Reseda attenuata (Ball) Ball
- Reseda aucheri Boiss.
- Reseda balansae Müll.Arg.
- Reseda barrelieri Bertol. ex Müll.Arg.
- Reseda battandieri Pit.
- Reseda bucharica Litv.
- Reseda buhseana Müll.Arg.
- Reseda bungei Boiss.
- Reseda complicata Bory
- Reseda coodei Hub.-Mor.
- Reseda decursiva Forssk.
- Reseda diffusa (Ball) Ball
- Reseda duriaeana J.Gay
- Reseda elata Coss. & Balansa ex Müll.Arg.
- Reseda ellenbeckii Perkins
- Reseda germanicopolitana Hub.-Mor.
- Reseda glauca L.
- Reseda globulosa Fisch. & C.A.Mey.
- Reseda gredensis (Cutanda & Willk.) Müll.Arg.
- Reseda haussknechtii Müll.Arg.
- Reseda inodora Rchb.
- Reseda jacquinii Rchb.
- Reseda kurdica Boiss. & Noë
- Reseda lanceolata Lag.
- Reseda lancerotae Webb ex Delile
- Reseda lutea L. - Wilde reseda
- Reseda luteola L. - Wouw
- Reseda macrobotrys Boiss.
- Reseda malatyana Yıldırım & Şenol
- Reseda media Lag.
- Reseda micrantha O.Schwartz
- Reseda microcarpa Müll.Arg.
- Reseda migiurtinorum Chiov.
- Reseda minoica Martín-Bravo & Jim.Mejías
- Reseda muricata C.Presl
- Reseda nainii Maire
- Reseda odorata L.
- Reseda orientalis (Müll.Arg.) Boiss.
- Reseda pentagyna Abdallah & A.G.Mill.
- Reseda phyteuma L. - Kleine reseda
- Reseda pruinosa Delile
- Reseda saadae Abdallah & de Wit
- Reseda scoparia Brouss. ex Willd.
- Reseda sessilifolia Thulin
- Reseda sphenocleoides Deflers
- Reseda spinescens O.Schwartz
- Reseda stenobotrys Maire & Sam.
- Reseda stenostachya Boiss.
- Reseda stricta Pers.
- Reseda suffruticosa Loefl.
- Reseda tefedestica (Maire) Abdallah & de Wit
- Reseda telephiifolia (Chiov.) Abdallah & de Wit
- Reseda tomentosa Boiss.
- Reseda tymphaea Hausskn.
- Reseda undata L.
- Reseda urnigera Webb
- Reseda valentina (Pau) Pau ex Cámara
- Reseda villosa Coss.
- Reseda virgata Boiss. & Reut.
- Reseda viridis Balf.f.

## Hybriden
- Reseda × guichardii Pages